# Rutland-eiland
Rutland-eiland (Engels: Rutland Island) is een van de grotere eilanden van de Indiase eilandengroep de Andamanen. Het eiland ligt in de Indische Oceaan en scheidt daarin mee de Golf van Bengalen van de Andamanse Zee. Het eiland heeft een oppervlakte van 121,5 km² en is circa 18 km lang en 11 km breed. De kustlijn is 69 km lang. Het hoogste punt van het eiland, Mount Ford, heeft een hoogte van 433 m en ligt in het noordelijk deel van het eiland. In het zuiden van het eiland heeft Mount Mayo een hoogte van 227 m.
Bij de Indiase census van 2016 werden 347 inwoners opgetekend, die verspreid over het eiland in zo'n zestal dorpjes leven. Rutland-eiland ligt ongeveer 20 km ten zuiden van Port Blair, de hoofdstad van het unieterritorium Andamanen en Nicobaren.